# Serampore

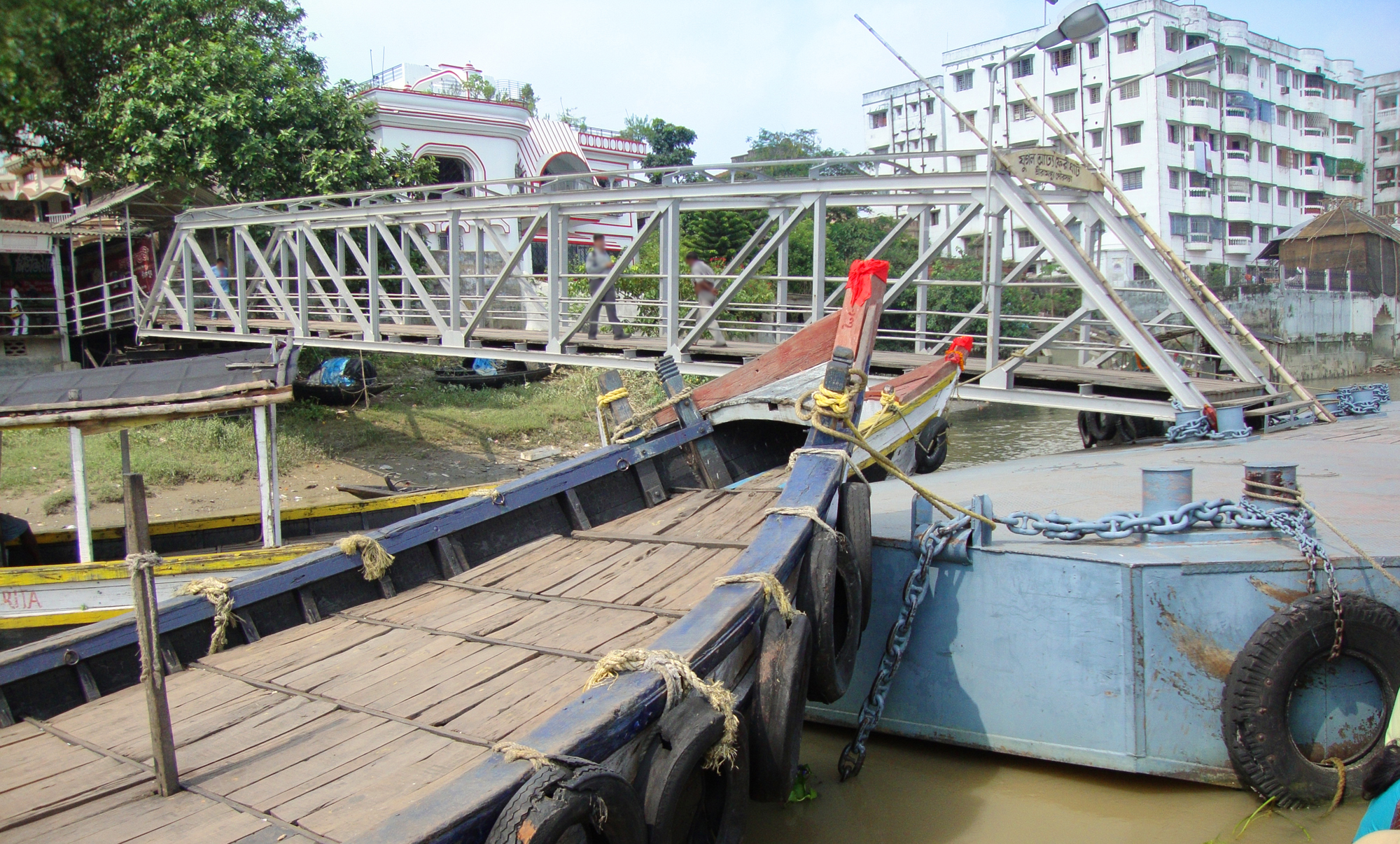
Färjeläge i Serampore.

Serampore (alternativt Serampur, Shrirampur eller Srirampur) är en stad längs Huglifloden i Indien och är belägen i distriktet Hugli i delstaten Västbengalen. Staden, Serampore Municipality, ingår i Calcuttas storstadsområde och hade 181 842 invånare vid folkräkningen 2011.
Staden var under danskt styre under namnet Frederiksnagore mellan åren 1755 och 1845, och såldes därefter till Brittiska Ostindiska Kompaniet.